# Alice Ball
Alice Augusta Ball (24. července 1892 Seattle, stát Washington – 31. prosince 1916 Seattle) byla americká chemička, která vyvinula Ballovu metodu, nejúčinnější léčbu malomocenství na počátku 20. století.  
Byla první ženou a první Afroameričankou, která získala magisterský titul na Havajské univerzitě a byla také první ženskou a afroamerickou profesorkou chemie na této univerzitě.
Zemřela ve věku 24 let a její přínos vědě byl uznán až mnoha letech po její smrti.

## Mládí a studia
Alice Augusta Ball se narodila 24. července 1892 v Seattlu Jamesi Presleymu a Lauře Louise (Howard) Ball. Byla jedním ze čtyř dětí a její rodina pocházela ze střední třídy. Její otec byl redaktorem novin The Colored Citizen, fotografem a právníkem. Její matka také pracovala jako fotografka. Dědeček, James Ball Sr., byl fotograf a jeden z prvních černých Američanů, kteří využili daguerrotypii (proces tisku fotografií na kovové desky). Navzdory tomu, že byli prominentními členy a obhájci afroamerické komunity, oba rodiče Ballové jsou v jejím rodném listě uvedeni jako bílí. Mohla to být snaha snížit předsudky a rasismus proti jejich dceři.
V roce 1903 se rodina přestěhovala ze Seattlu do Honolulu v naději, že teplé počasí zmírní artritidu jejího dědečka. Ten však zemřel krátce po přestěhování a v roce 1905 se po pouhém roce na Havaji přestěhovali zpět do Seattlu. Po návratu navštěvovala Alice střední školu v Seattlu a v roce 1910 ji dokončila s nejlepším ohodnocením.
Alice pokračovala ve studiu na Washingtonské univerzitě a získala bakalářský titul ve farmaceutické chemii v roce 1912 a druhý bakalářský titul ve farmacii v roce 1914. Spolu se svým lékárenským instruktorem Williamsem Dehnem publikovala 10stránkový článek "Benzoylations in Ether Solution" v časopise Journal of the American Chemical Society. Publikování článku v respektovaném vědeckém časopise bylo v té době pro ženu a zejména pro černošku velkým úspěchem.

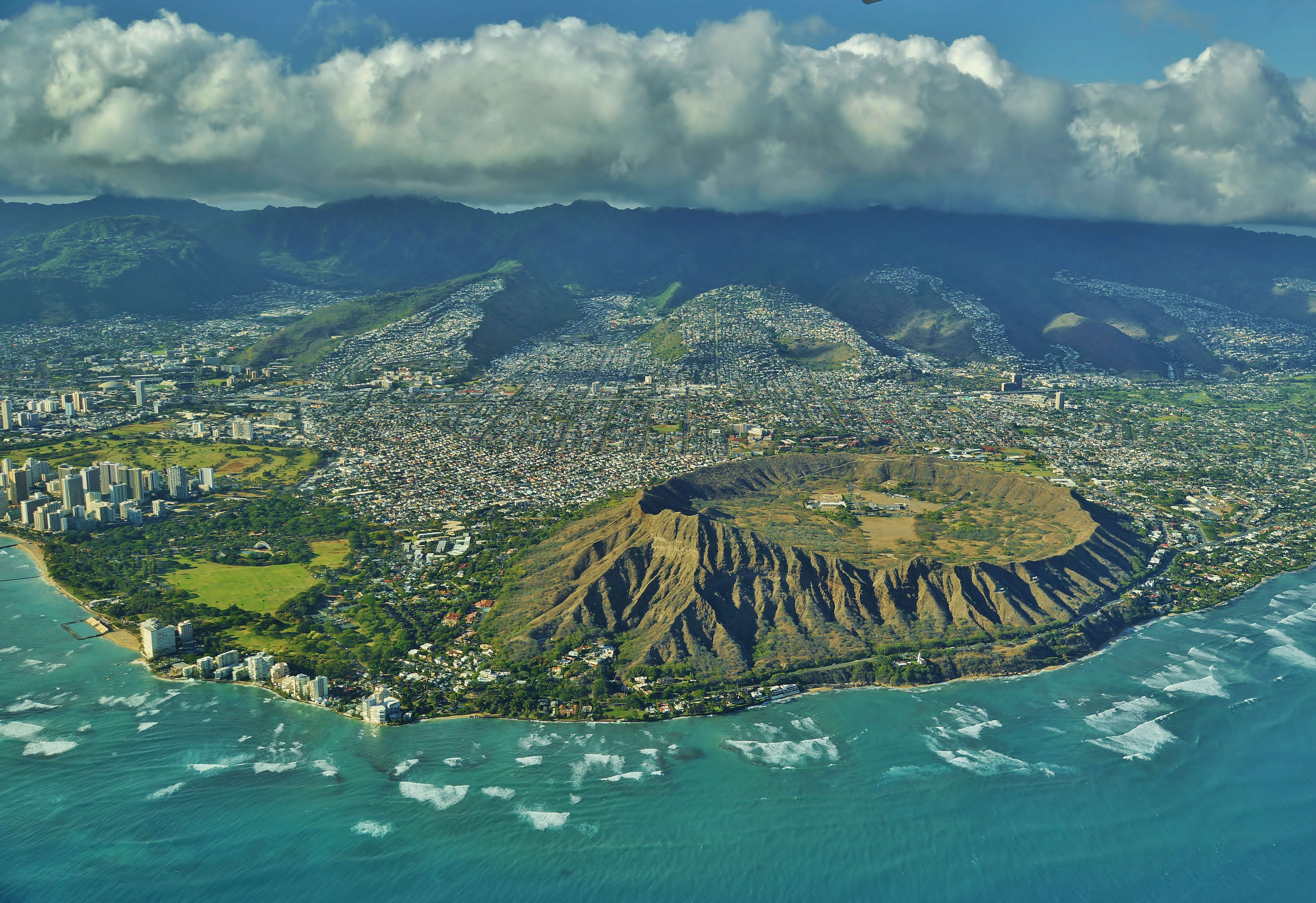
Hlavní město Havaje - Honolulu

Po absolvování dostala nabídku z College of Hawaii (nyní University of Hawai'i) v oboru chemie. Zde její diplomová práce zahrnovala studium chemických vlastností rostlinných druhů Kava (Piper Methysticum), které byly používány při léčbě úzkosti a dalších hyperaktivních onemocnění.
Na vyšetřovací stanici malomocenství americké veřejné zdravotní služby na Havaji pak Alice studovala olej chaulmoogra a jeho chemické vlastnosti. Olej chaulmoogra byl tehdy nejlepší dostupnou léčbou malomocenství už po stovky let. Alice zde vyvinula mnohem účinnější injekční formu.
V roce 1915 se stala první ženou a prvním černou Američankou, která získala magisterský titul a stala se výzkumnou chemičkou a instruktorkou na katedře chemie na College of Hawaii.

## Léčba malomocenství

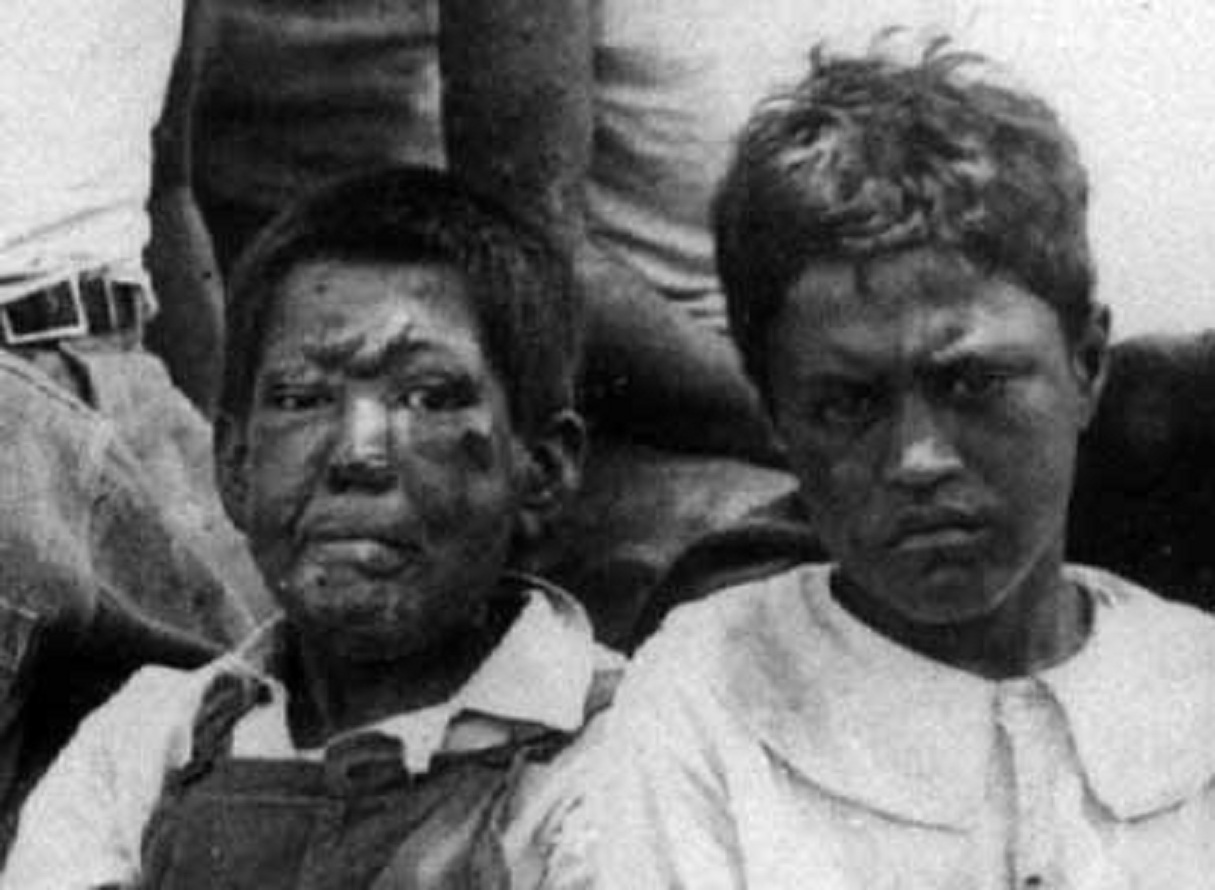
Havajští chlapci s malomocenstvím, infekčním onemocněním způsobovaným bakterií Mycobacterium leprae, která napadá periferní nervy, kůži a sliznice.

Na University of Hawai'i Alice zkoumala chemické složení a aktivní princip Piper methysticum (kava) pro svou diplomovou práci. Kvůli této práci byla kontaktována Harrym T. Hollmannem v nemocnici Kalihi na Havaji, který potřeboval asistenta pro svůj výzkum léčby malomocenství.
V té době bylo malomocenství (také lepra nebo Hansenova choroba) vysoce stigmatizovanou nemocí s prakticky nulovou šancí na uzdravení. Lidé s diagnózou malomocenství byli vyhoštěni na havajský ostrov Molokai, kde očekávali smrt. Nejlepší dostupnou léčbou byl olej chaulmoogra ze semen stromu Hydnocarpus wightianus z indického subkontinentu, který byl používán jako lék již od roku 1300. Léčba však nebyla příliš účinná a metody aplikace byly problematické. Požití oleje nebylo účinné, protože ho pacienti často vyzvraceli. Jako injekce způsoboval puchýře a nebyl absorbován do těla. Tyto puchýře se vytvořily v dokonalých řadách a vypadaly, jako by kůže pacienta byla nahrazena bublinkovou fólií.
Ve věku 23 let Alice vyvinula injekční techniku s olejem lépe absorbovatelným tělem. Její technika zahrnovala izolaci esterových sloučenin z oleje a jejich chemickou úpravu. Látka si zachovala terapeutické vlastnosti oleje a byla lépe absorbována tělem. Alice však nestihla publikovat své revoluční poznatky před svou předčasnou smrtí v roce 1916.  
Arthur L. Dean, chemik a postgraduální studijní poradce Alice, děkan vysoké školy a později prezident univerzity, byl zasvěcen do podrobností procesu, který vyvinula. Po její smrti Dean udělal další zkoušky a do roku 1919 univerzitní chemická laboratoř vyráběla velké množství injekčního extraktu chaulmoogra.

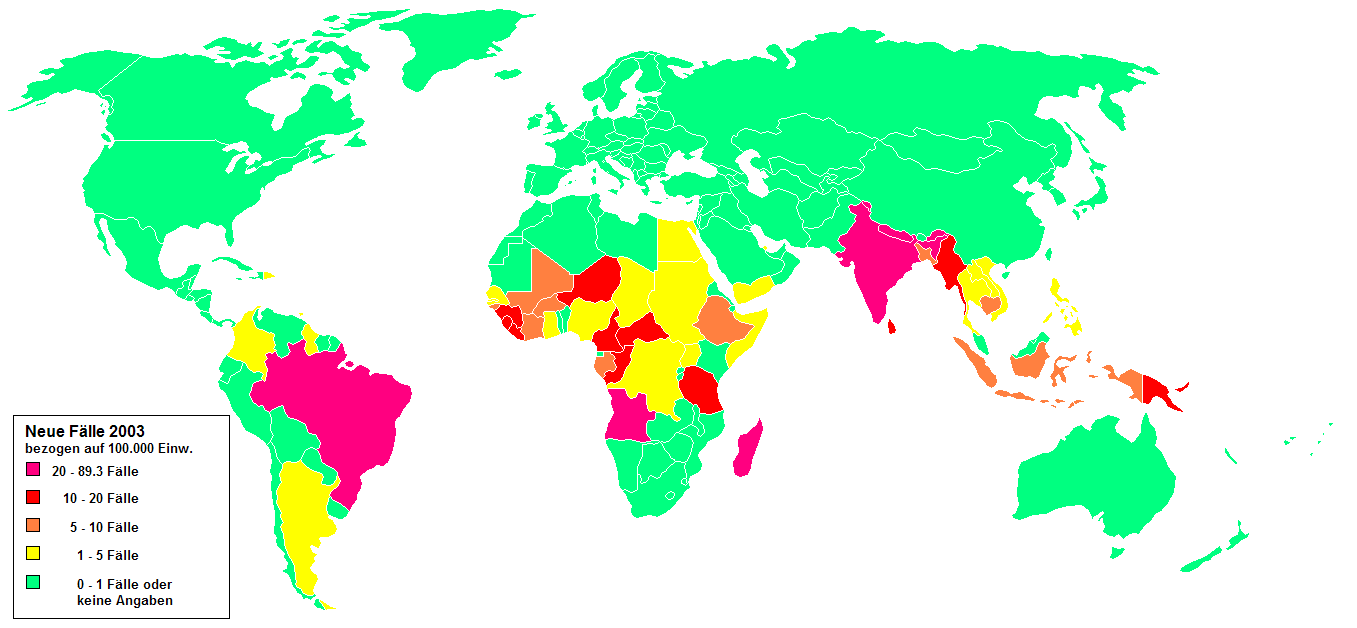
Výskyt malomocenství v roce 2003, neboť dosud nebyla tato nemoc vymýcena.

V roce 1920 Dean oznámil v časopise Journal of the American Medical Association, že 78 pacientů bylo propuštěno z nemocnice Kalihi komisí zdravotních vyšetřovatelů po léčbě injekcemi Deanova modifikovaného oleje chaulmoogra. V Deanově metodě byly ethylestery mastných kyselin nalezených v oleji chaulmoogra připraveny do formy vhodné pro injekci a absorpci do krevního oběhu. I když lék nedokázal zastavit postup nemoci na delší dobu, izolovaný ethylester zůstal jedinou účinnou léčbou malomocenství až do vývoje sulfonamidových léků v roce 1940. Jméno Alice nebylo zmíněno v žádné z Deanových publikovaných prací o extraktu z chaulmoogra, zatímco název Deanova metoda byl k této technice připojen.

Kolega Alice výzkumník Hollmann se pokusil napravit nesprávné informace o vývoji extraktu. V roce 1922 publikoval článek, ve kterém připisoval zásluhy Alici, a v celém článku nazval injekční formu oleje Ballovou metodou. Dean stále tvrdil, že jeho pozdější práce byla zdokonalením Ballovy metody. Hollmann toto tvrzení odmítl a porovnal Deanovy a Ballovy techniky v článku Ballova metoda výroby ethylesterů mastných kyselin oleje Chaulmoogra. O tomto porovnání technik řekl:
Nevidím žádné zlepšení oproti původní technice, kterou vypracovala slečna Ballová. Původní metoda umožní každému lékaři v jakémkoliv ústavu pro malomocné na světě, s trochou studia, izolovat a používat ethylestery mastných kyselin chaulmoogra při léčbě svých případů, zatímco komplikovaná destilace ve vakuu bude vyžadovat velmi delikátní a ne vždy dosažitelné přístroje.

Přesto zůstala Alice ve vědeckých záznamech zapomenuta. V roce 1970 však Kathryn Takara a Stanley Ali, profesoři na Havajské univerzitě, našli záznamy o výzkumu Ballové a vynaložili velké úsilí, aby byly její zásluhy uznány.

## Úmrtí a uznání

### Úmrtí
Alice zemřela 31. prosince 1916 ve věku 24 let v Seattlu, kam se odebrala na léčbu. Článek Pacific Commercial Advertiser z roku 1917 naznačil, že příčinou mohla být otrava chlorem v důsledku expozice během výzkumu v laboratoři. Příčina její smrti je však nejasná, neboť její úmrtní list uváděl tuberkulózu.

### Uznání
- První uznání její práce přišlo šest let po její smrti, kdy byla v roce 1922 krátce zmíněna v lékařském časopise, přičemž její metoda byla nazvána Ballova metoda.
- Po práci mnoha historiků na Havajské univerzitě byla Alice konečně poctěna v roce 2000 tím, že jí věnovali plaketu na jediném školním stromu chaulmoogra za Bachman Hall. Ve stejný den guvernér Havaje Mazie Hirono vyhlásil 29. únor Dnem Alice Ball, který se nyní slaví každé čtyři roky.
- V roce 2007 univerzitní rada regentů ocenila Alici medailí - nejvyšším vyznamenáním školy.
- V březnu 2016 umístil časopis Hawai'i Magazine Alici na svůj seznam nejvlivnějších žen v havajské historii.
- V roce 2018 byl po Alici pojmenován nový park ve čtvrti Greenwood v Seattlu.
- V roce 2019 přidala London School of Hygiene and Tropical Medicine její jméno na vlys na vrcholu své hlavní budovy spolu s Florence Nightingale a Marií Curie jako uznání jejich příspěvků k vědě a globálnímu výzkumu v oblasti zdraví.
- V roce 2020 měl na Panafrickém filmovém festivalu premiéru krátký film The Ball Method. Studenti Havajské univerzity pak navrhovali odsoudit neoprávněný čin bývalého prezidenta Deana a navrhovali přejmenování Dean Hall po Alici Ball.
- 6. listopadu 2020 byla do vesmíru vypuštěna družice pojmenovaná po ní ÑuSat 9 nebo Alice, COSPAR 2020-079A.
- Dne 28. února 2022 podepsal guvernér Havaje David Ige vyhlášení 28. února Plesovým dnem Alice Augusty na ceremoniálu na University of Hawai'i. Ceremoniál se konal vedle Bachman Hall ve stínu stromu chaulmoogra vysazeného na její počest, kde byla umístěna její bronzová plaketa. Zúčastnilo se více než 100 lidí, včetně první dámy Dawn Ige a prezidenta UH Davida Lassnera.